# Tony Kinsey
Cyril Anthony „Tony“ Kinsey (* 11. Oktober 1927 in Sutton Coldfield; † 9. Februar 2025 in Sunbury-on-Thames) war ein britischer Jazz-Schlagzeuger, Bandleader und Komponist.

## Leben und Wirken
Kinsey war der Sohn einer Pianistin und eines Geigers. Ab dem siebten Lebensjahr Klavier und Schlagzeug. Er spielte mit dem befreundeten Pianisten Ronnie Ball; beide waren 1947 zusammen in der Sommersaison in der Band von Jackson Cox in Newquay, spielten in der Band von Billy Forrest in Southsea (Hampshire) und im Wigan Palace. 1948 zog er nach London, wo er in der Band von Art Thompson spielte, und als Freelancer, bevor er der Band des Pianisten Ivor Noone auf der Queen Mary beitrat. Die Zeit mehrerer Atlantiküberquerungen nach New York nutzte er für Schlagzeugunterricht bei Cozy Cole und Bill West. In New York hörte er zudem Dizzy Gillespie und Miles Davis. 1949 spielte er im Quintett von Revell Terry, bei Leon Roy und im Sextett von Victor Feldman, bevor er 1950 für sechzehn Monate Mitglied der Johnny Dankworth Seven war. Danach spielte er bei Jack Nathan und im Trio von Ronnie Ball und gründete 1952 sein eigenes Trio mit Bill Le Sage, mit dem er im Flamingo Club in London spielte; mit seinem Quartett trat er 1954 beim Jazzfestival von Paris auf. Er leitete weiter eigene Combos (meist Quintette) bis in die 1980er-Jahre, arbeitete als Studiomusiker und war auch als Komponist und Arrangeur aktiv. Er komponierte für die Werbung, aber auch ein Streichquartett und ein Musical über das Leben von George Eliot und arrangierte für Big Bands. Ab 1974 leitete er eine eigene Big Band.
Kinsey machte zahlreiche Aufnahmen, unter anderem mit Tubby Hayes, Bill Le Sage, Ronnie Scott, Johnny Dankworth, Lena Horne (die er 1952 im Londoner Palladium begleitete wie später auch weitere durchreisende US-Stars), Ella Fitzgerald, Ben Webster, Billie Holiday, Joe Harriott, Sweets Edison, Buddy DeFranco, Clark Terry, Oscar Peterson, Cliff Richard, Annie Ross und Sarah Vaughn.
1959 machte Kinsey für die BBC eine Aufnahme Red Bird Jazz & Poetry nach einem Gedicht von Christopher Logue nach Pablo Neruda, die auch als Album erschien. Er komponierte weitere Werke, darunter ein Quartett für Mundharmonikas und seine achtteilige „Embroidery Suite“. Ein Teil seiner Werke wurde zuletzt im Januar 2024 in seiner Gegenwart bei einem Sonderkonzert der Tony Kinsey Big Band aufgeführt.

## Lexikalischer Eintrag
- Ian Carr, Digby Fairweather, Brian Priestley: Rough Guide Jazz. Der ultimative Führer zur Jazzmusik. 1700 Künstler und Bands von den Anfängen bis heute. Metzler, Stuttgart/Weimar 1999, ISBN 3-476-01584-X.
- John Chilton Who’s Who of British Jazz, Continuum 2004.